# Metachanda cophaea
Metachanda cophaea är en fjärilsart som beskrevs av Edward Meyrick 1930. Metachanda cophaea ingår i släktet Metachanda och familjen Metachandidae. Inga underarter finns listade i Catalogue of Life.